# Shiodome

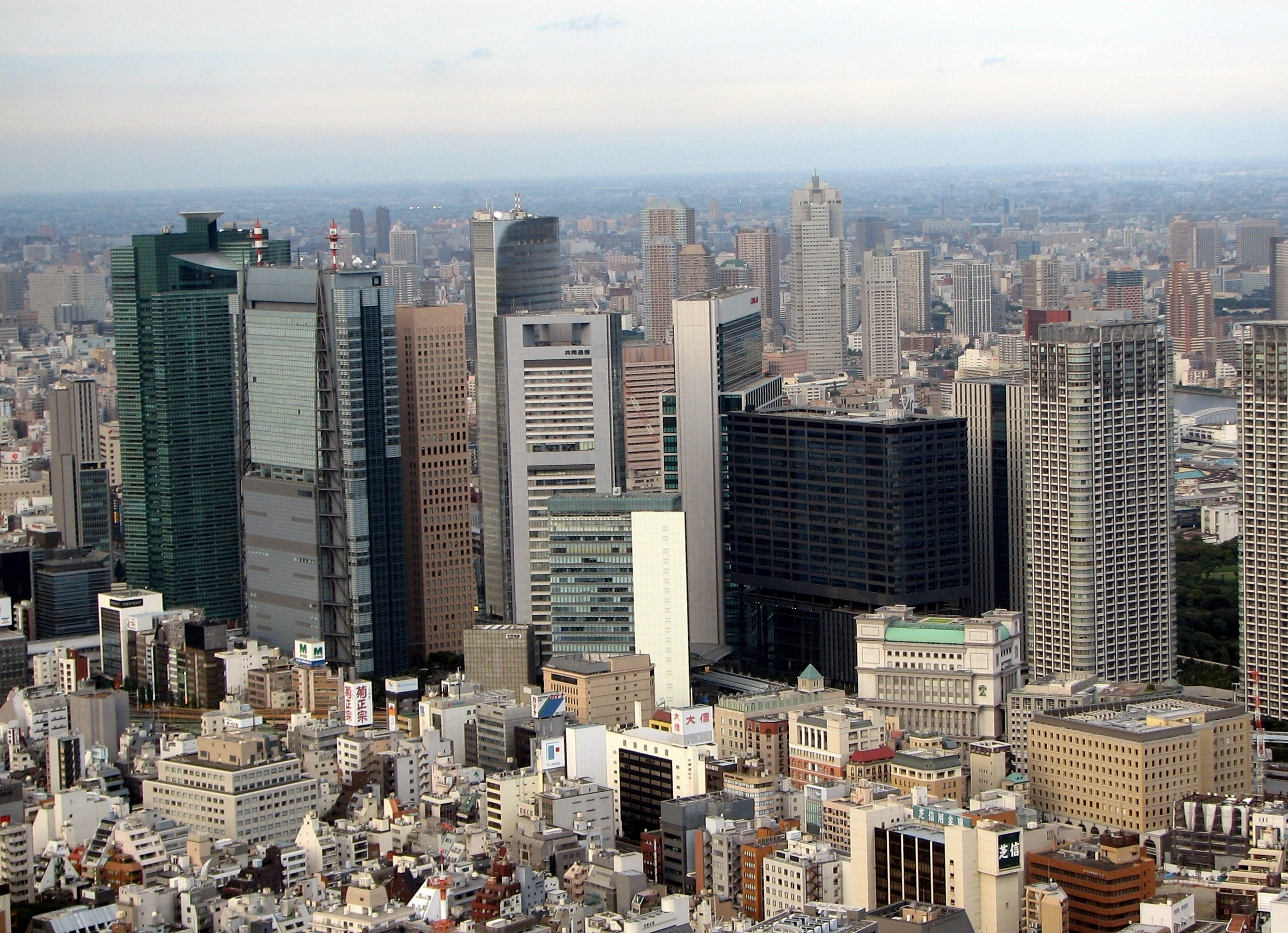
Skyline de Shiodome

Shiodome (汐留?) es un barrio financiero por excelencia de Minato, Tokio, Japón, situado al lado de Shinbashi y Ginza, cerca de la Bahía de Tokio y los Jardines de Hamarikyu. Fue antiguamente una estación de trenes, pero ahora Shiodome se ha transformado en una de las zonas más modernas de Tokio. Es un conjunto de 11 pequeños subdistritos, pero normalmente se divide en tres partes:
- El Shiodome Sio-Site (シオサイト?),[1] grupo de rascacielos que contienen oficinas, hoteles y restaurantes. Tiene trece rascacielos, que contienen las sedes de All Nippon Airways,[2] Bandai Visual,[3] Dentsu,[4] Fujitsu,[5] Mitsui Chemicals,[6] Nippon Express,[7] Nippon Television[8] y Softbank.[9]
- La zona occidental, situada al sur de las vías de JR y llena de edificios de estilo europeo.
- La extensión del sur, al oeste de las vías de JR desde Hamamatsucho 1-chome. Esta zona es residencial, y contiene tres rascacielos residenciales y un pequeño parque.

La Estación de Shiodome es una parada de Yurikamome y la Línea Toei Ōedo; el complejo también está a poca distancia de Estación de Shimbashi.

## Historia

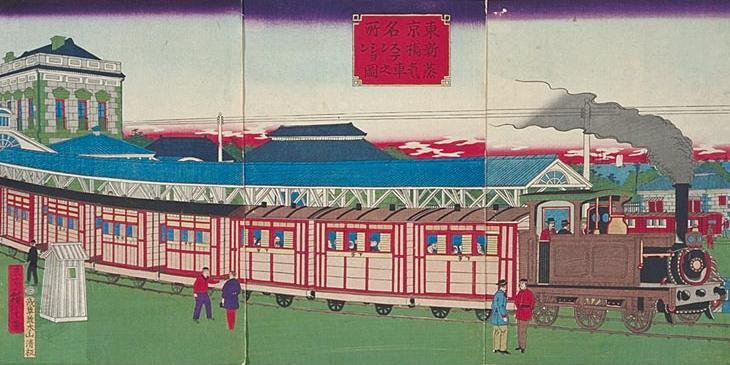
Grabado de Hiroshige III de un tren de vapor en la antigua Estación de Shimbashi.

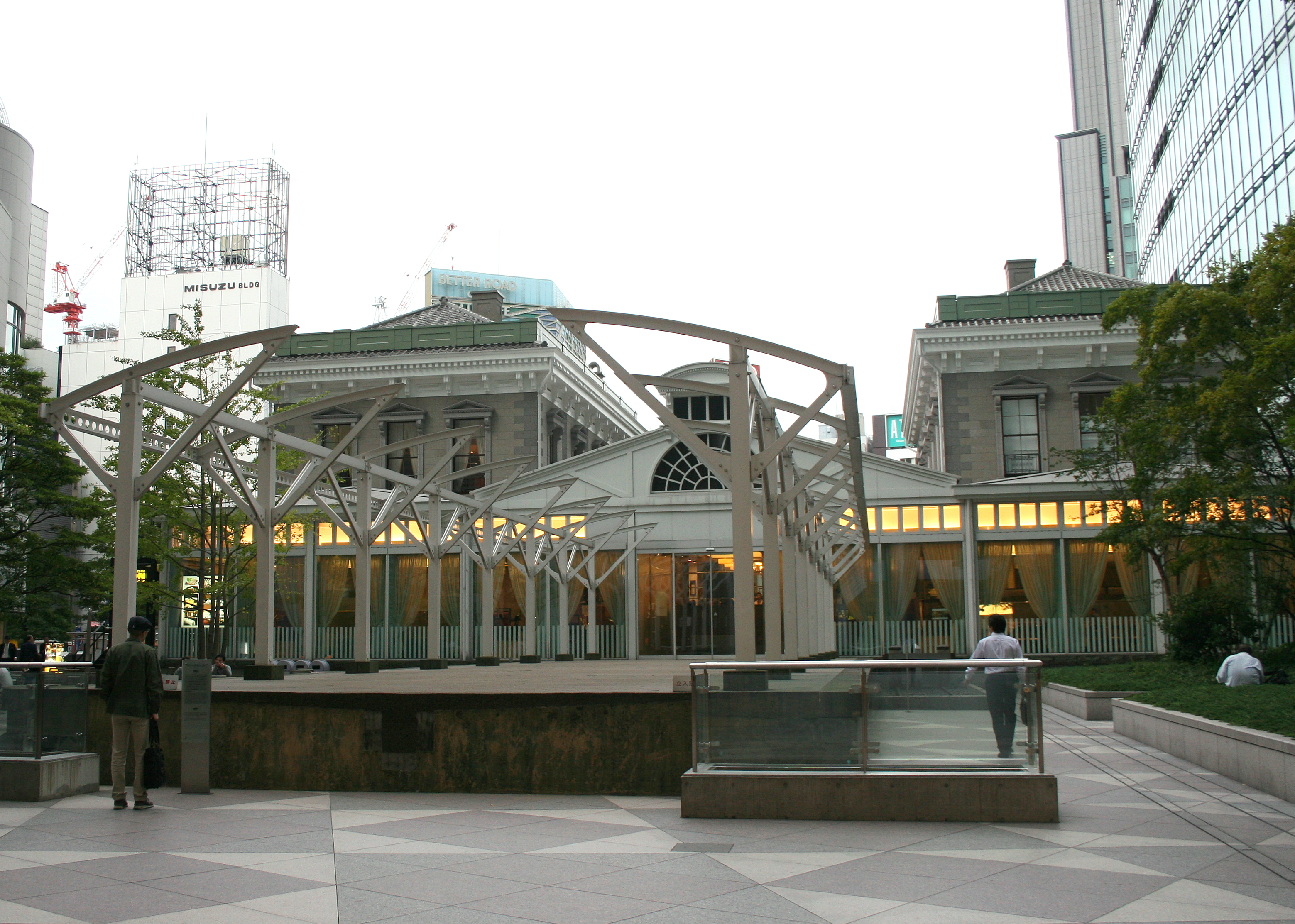
Andén restaurado de la Estación Shimbashi original.

Como sus vecinos Ginza y Tsukiji, Shiodome está construido en lo que eran originalmente pantanos en la costa de la bahía de Tokio. El shogun Tokugawa Ieyasu emitió una orden en 1603 para rellenar la zona, y durante el período Edo Shiodome albergaba las residencias locales de varios daimyo (señores feudales). El nombre Shiodome, que significa literalmente "no dejando entrar la marea," se refería probablemente al deseo del shogun de aislar el Castillo Edo (actualmente Palacio Imperial) de la Bahía de Tokio.[cita requerida]
Tras la Restauración Meiji, el nuevo gobierno imperial expropió los terrenos de los daimyo para construir la Estación de Shimbashi (新橋停車場 Shinbashi Teishajō?). Esta estación era la terminal de Tokio de la Línea Tōkaidō, el primer ferrocarril de Japón, desde 1872 hasta 1914. En 1914, se extendió la línea hasta la Estación de Tokio, se cerró la terminal de pasajeros de Shiodome, y la Estación Karasumori de la Línea Yamanote se renombró Estación de Shimbashi.
La Terminal de Mercancías de Shiodome siguió siendo la principal estación de mercancías de Tokio hasta la Segunda Guerra Mundial, a pesar de que sufrió muchos daños en el Gran Terremoto de Kantō que destruyó la terminal original de pasajeros. La apertura del Mercado Central de Tokio en el cercano Tsukiji en 1936 aumentó la importancia de la estación en la red de distribución de Tokio.
La construcción de autopistas en Japón después de la guerra disminuyó la importancia del transporte ferroviario de mercancías. La Estación de Shiodome se cerró oficialmente en octubre de 1987, poco después de la privatización de Ferrocarriles Nacionales Japoneses. Las 22 hectáreas abandonadas, uno de los solares más grandes del centro de Tokio, se transfirieron a JNR Settlement Corporation en 1988 y se pusieron a la venta para liquidar las obligaciones pendientes.
El gobierno japonés y el Gobierno Metropolitano de Tokio celebraron varias sesiones de evaluación entre 1984 y 1995 antes de decidirse por un plan de recalificación. Bajo este plan, se construyeron en Shiodome trece rascacielos, así como muchos otros edificios, dando como resultado un nuevo centro urbano. También se ha reconstruido la antigua Estación de Shimbashi como monumento, pero no está en funcionamiento.

## Edificios
Los principales rascacielos de Shiodome son:
- Acty Shiodome (190,25 m): torre residencial más alta de Japón, promovida por la Agencia de Renovación Urbana.
- Dentsu Building (213,34 m)
- Nittele Tower (198,2 m)
- Shiodome City Center (215,75 m): Sede de All Nippon Airways[2] y Fujitsu[5]
- Shiodome Sumitomo Building (126,41 m): Sede de Bandai Visual,[3] contains the Hotel Villa Fontaine Shiodome.
- Tokyo Shiodome Building (173,2 m): Sede de Softbank y varias sucursales importantes; las plantas superiores contienen el hotel Conrad Tokyo.

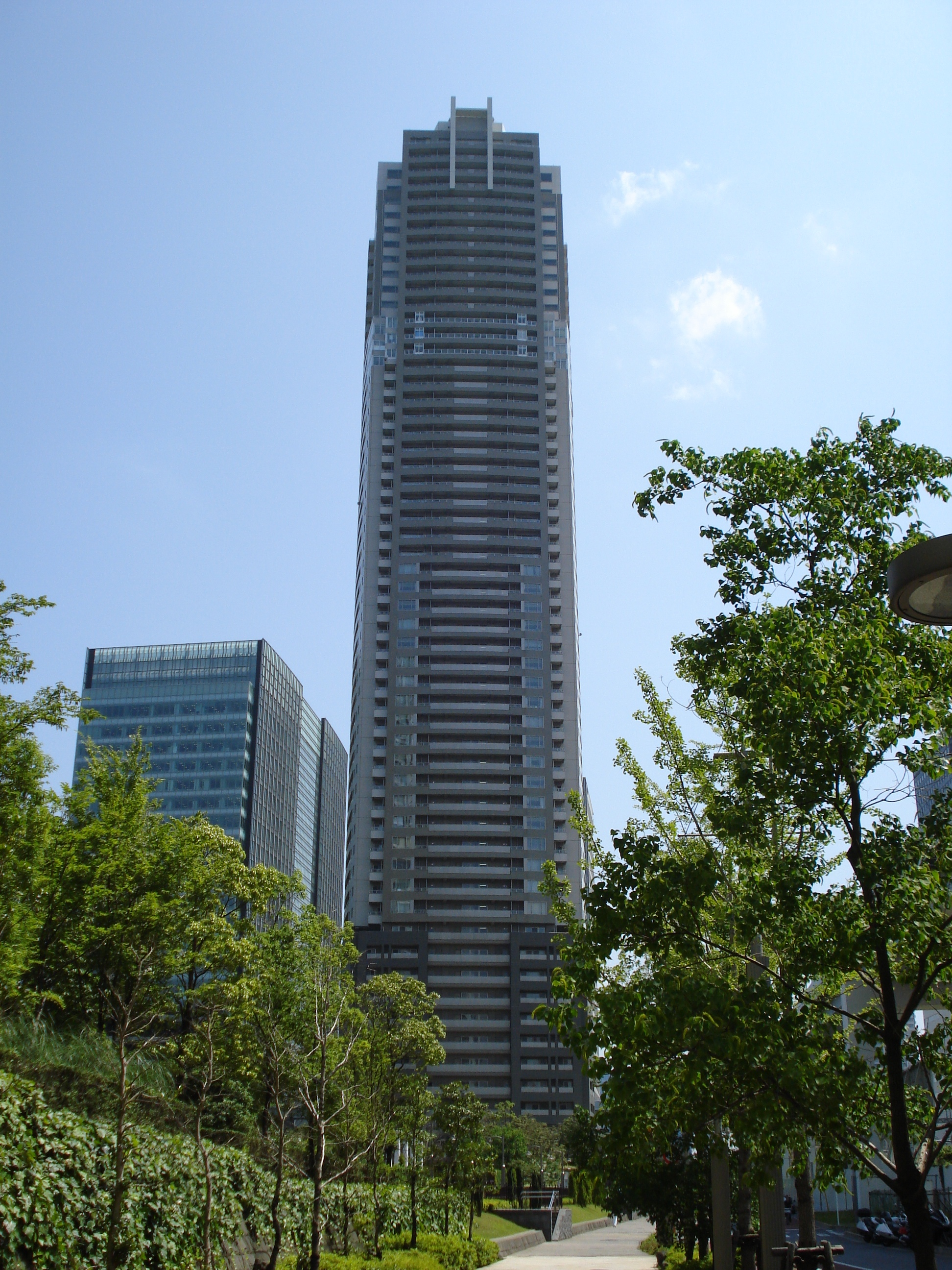
Acty Shiodome
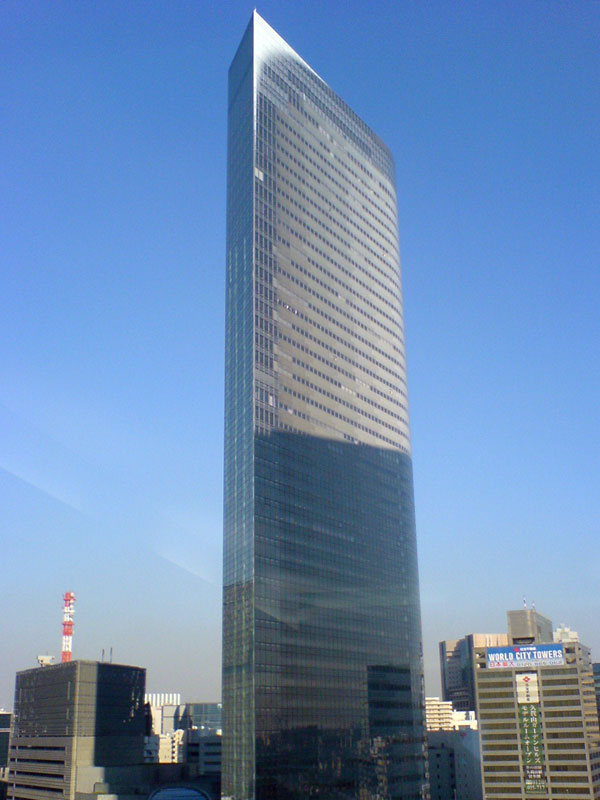
Dentsu Building
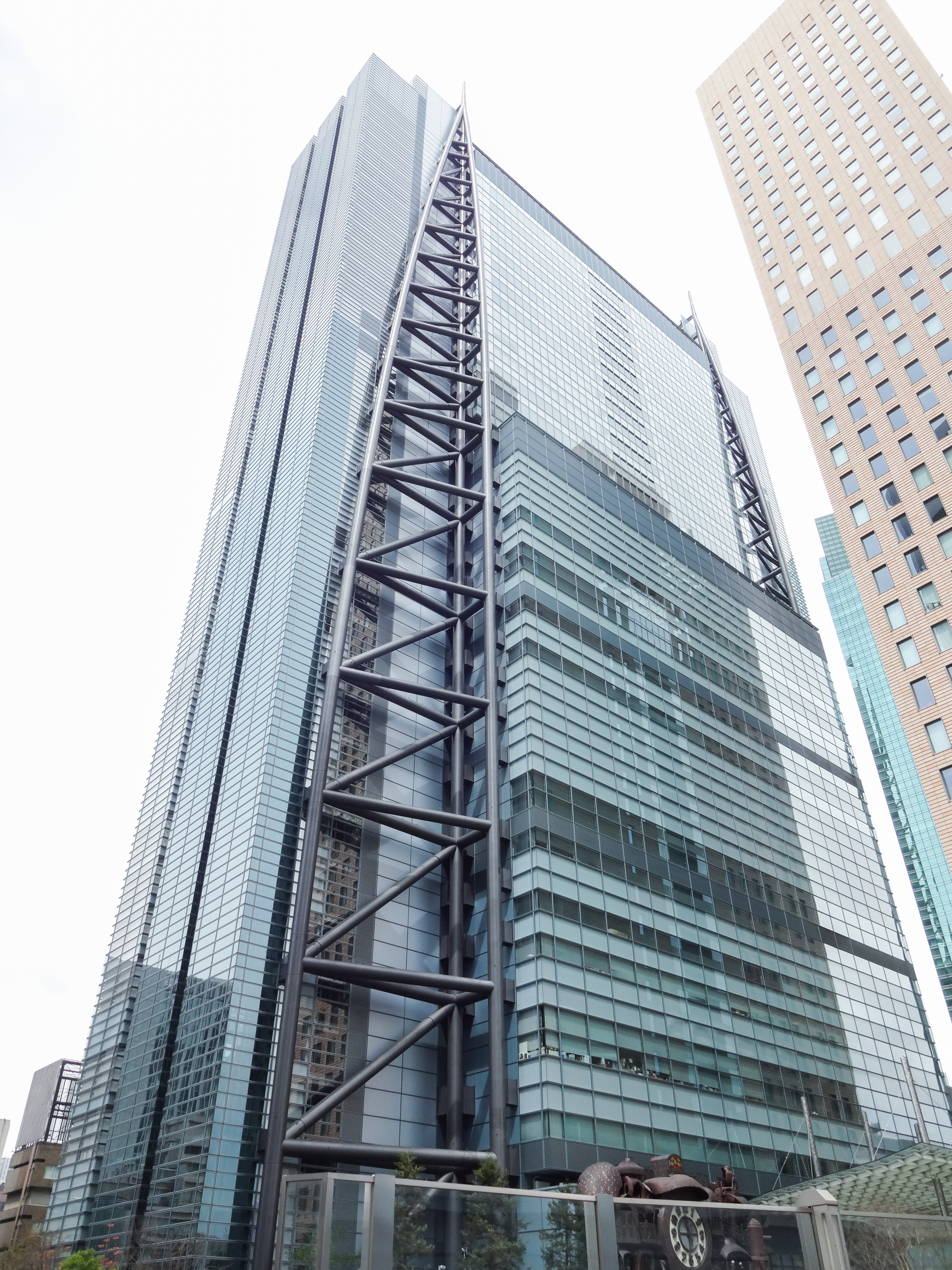
Nittele Tower
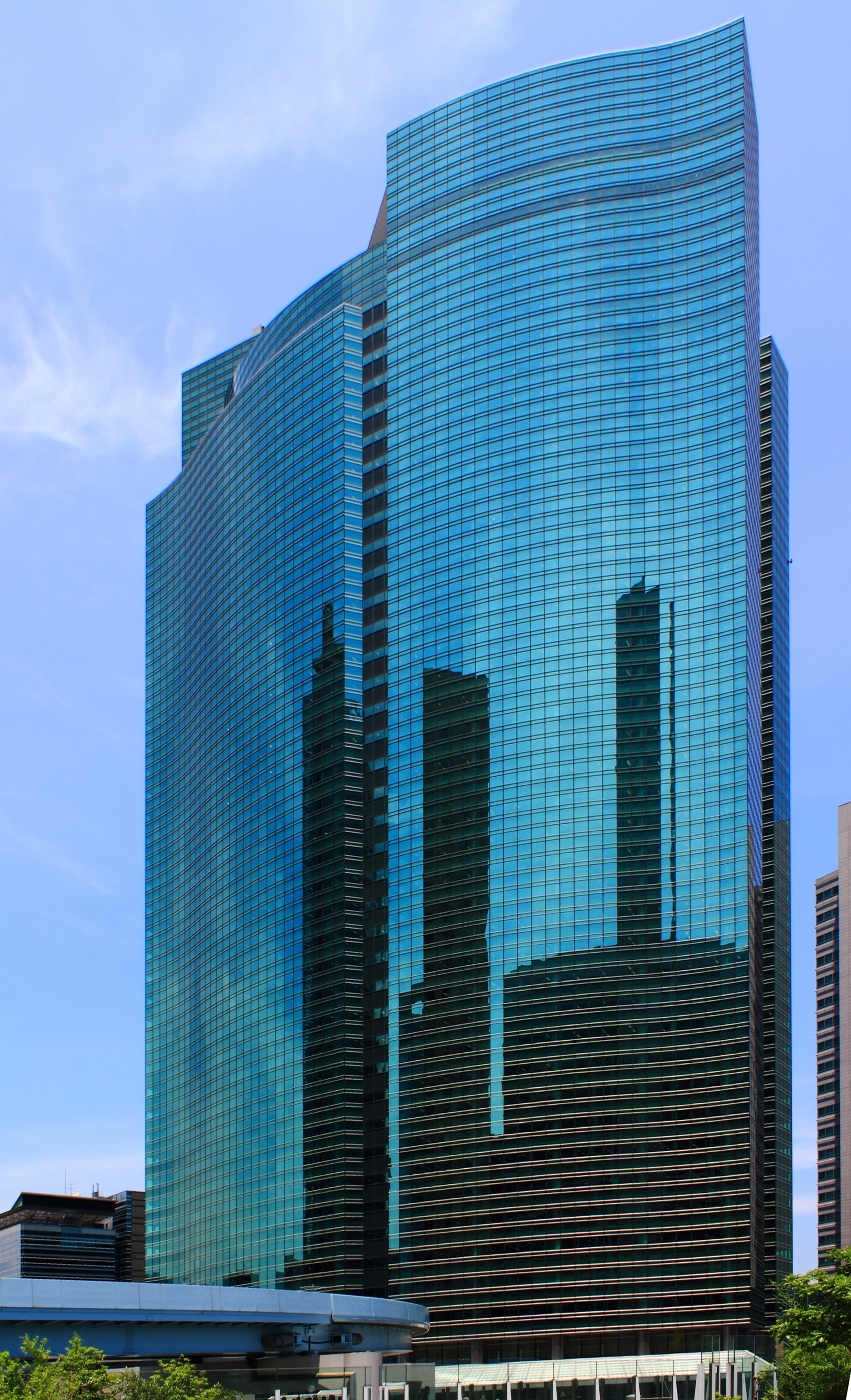
Shiodome City Center
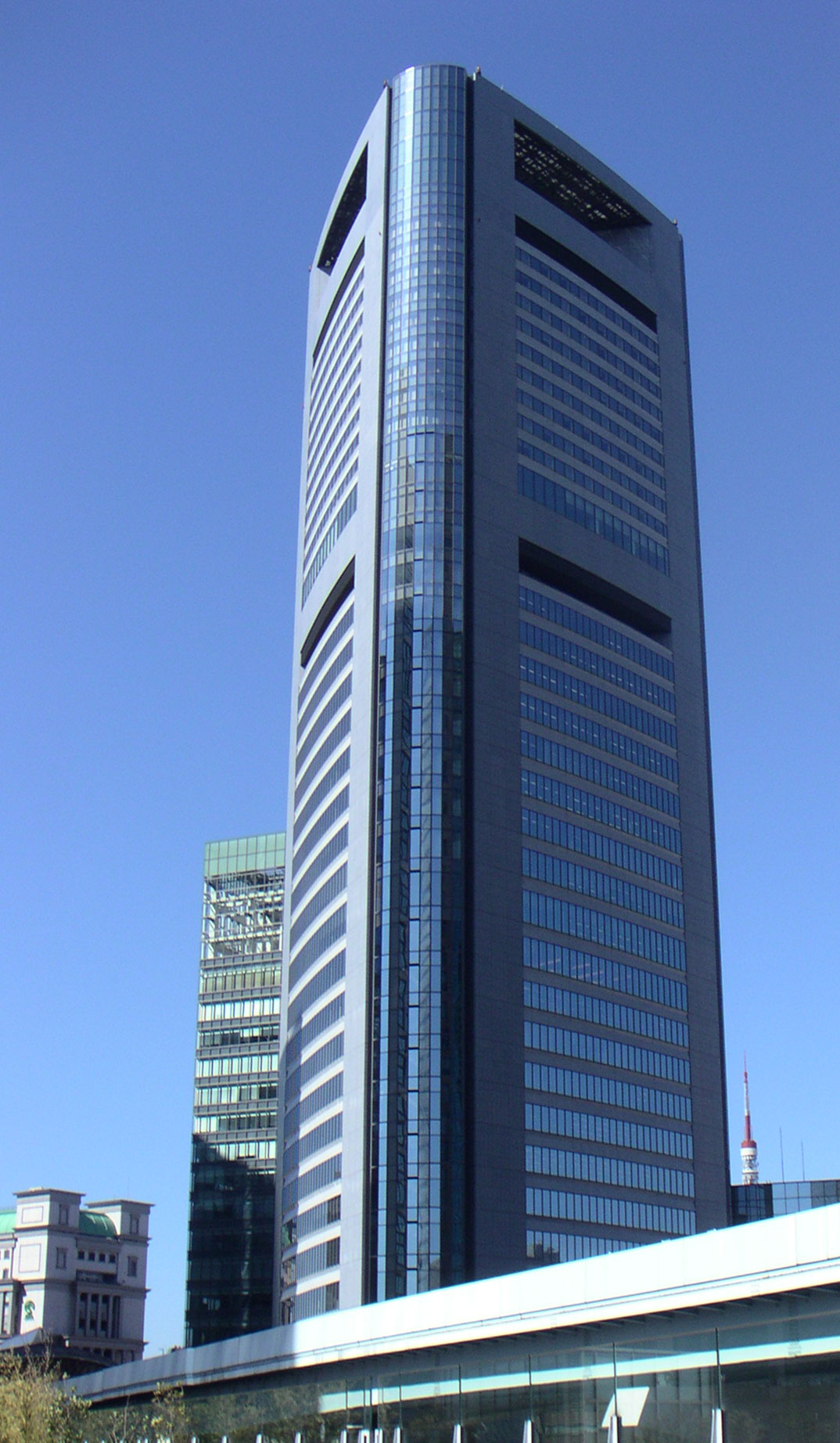
Shiodome Media Tower

## Parques
- Jardines de Hamarikyu
- Italia Park (イタリア公園?)